# De 5 i fedtefadet
De 5 i fedtefadet (Nederlands: De Vijf in de knel) is een Deense jeugdfilm, gebaseerd op de gelijknamige boekenserie van Enid Blyton. Deze film is de tweede verfilming van de boekenserie, en tevens de laatste van de oude reeks.

## Rolverdeling
- Lone Thielke als Georgina
- Mads Rahbek als Dick
- Niels Kibenich als Julian
- Sanne Knudsen als Anne
- Ove Sprogøe als Uncle Quentin
- Astrid Villaume als Aunt Fanny
- Lily Broberg als Johanna
- Kristian Paaschburg als Richard Kent
- Manfred Reddemann als Perton
- Werner Abrolat als Johnny
- Hubert Mittendorf als Max
- Frank Nossack als Rooky
- Jørn Walsøe Therkelsen als Weston
- Marie Brink als Aggie
- Børge Hilbert als Købmand
- Ruth Maisie als Dame på indkøb
- Christian Hansen als Politiassistent
- Max Gårdsted als Betjent
- Ragnhild Jørgensen als Richards mor
- Poul Rahbek als Richards far
- Willy Flink als Tankpasser